# 12515 Suiseki
12515 Suiseki este un asteroid din centura principală de asteroizi.

## Descriere
12515 Suiseki este un asteroid din centura principală de asteroizi. A fost descoperit pe 30 aprilie 1998 la Kitt Peak National Observatory în cadrul proiectului Spacewatch. El prezintă o orbită caracterizată de o semiaxă mare de 2,44 ua, o excentricitate de 0,14 și o înclinație de 5,0° în raport cu ecliptica.